# Hiéroglyphe égyptien K7

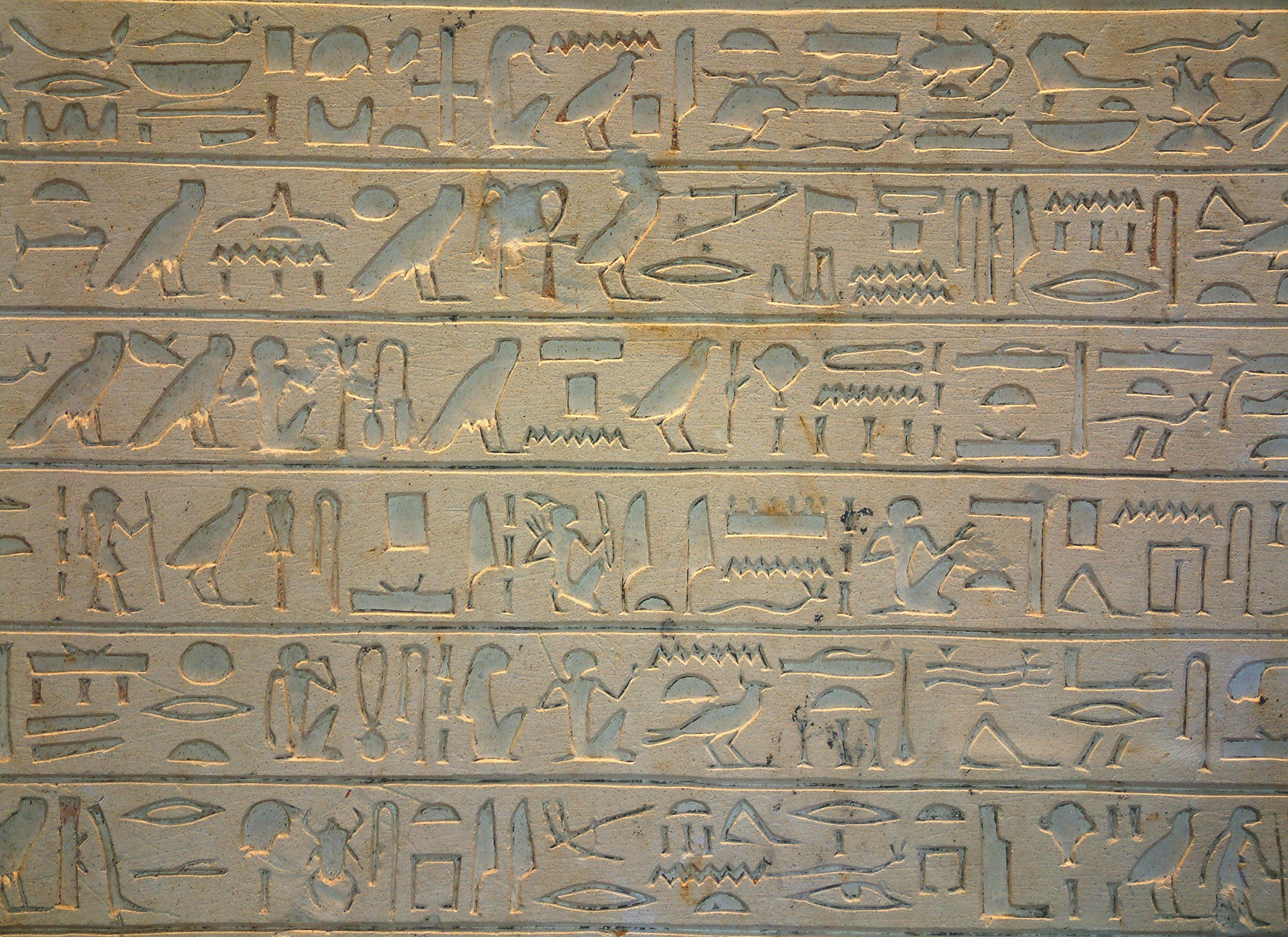
Antiquité égyptienne du musée du Louvre présentant des hiéroglyphes.

Le hiéroglyphe égyptien K7 (Tetraodon lineatus) est classifié dans la section K « Poissons et parties de poissons » de la liste de Gardiner ; il y est noté K7.

## Représentation
Il représente un Tetraodon lineatus (en) aussi appelé fahaka pufferfish en anglais. 

## Utilisation
| S · p · t | K7 |

| S · p · t | K7 |